# Сосиска
Соси́ска (от фр. saucisse) — колбасное изделие, которое изготовляется из рубленого варёного мяса или его заменителей. Представляет собой маленькую колбаску, однако, в отличие от обычной колбасы, употребляется в пищу, как правило, после некоторой термической обработки (варки, жарки). Толстая короткая сосиска известна как сарделька. Короткие сардельки со свиным мясом (30 % по весу) с вкраплениями шпика (хребтового, 30 % по весу) размерами до 4 см называются шпикачками.

## История
Современные сосиски изобрёл мясник Иоганн Ланер (1772—1845), который переехал из Франкфурта в Вену 13 ноября 1805 года. Вопрос о том, кто именно изобрёл сосиски, является давним спором между городами Франкфуртом и Веной. Во Франкфурте сосиски изготавливались со Средневековья, но в венских сосисках впервые использовали смесь говядины и свинины — рецептура, по которой производятся современные сосиски.
В Советском Союзе массовое производство сосисок освоено в 1936 году, когда нарком пищевой промышленности Анастас Микоян подписал приказ о производстве новых мясных продуктов. В эти же годы в Москве, Ленинграде, Энгельсе, Свердловске было построено более двадцати крупных мясокомбинатов, оснащённых самым современным для того времени оборудованием.

## Свойства

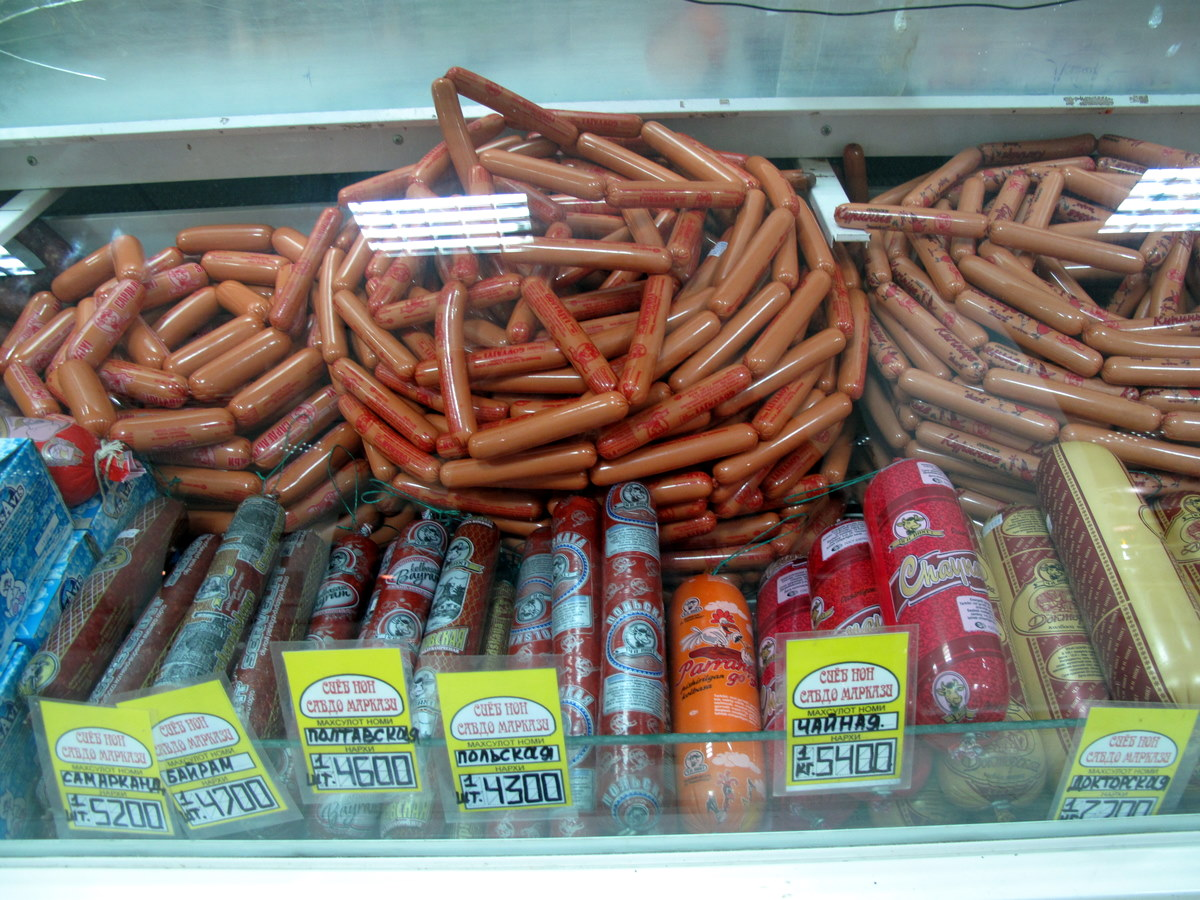
На заднем плане в холодильном прилавке бухты батончиков сосисок (по центру и справа) и сарделек (слева). На переднем плане батоны колбас (слева — полукопчёные, справа — варёные)

Различные сорта сосисок могут значительно различаться как по размеру, так и по цвету. Общие свойства продуктов этой группы — упругость (должны после нажатия восстанавливать форму), не должны иметь жировых подтёков, если сосиска в искусственной оболочке, то она должна быть гладкой. В замороженном виде сосиски могут храниться около месяца.
Некоторые разновидности сосисок:
- франкфуртские[6]
- венский вариант
  - Дебреценские сосиски — более богатый специями вариант вышеупомянутых венских сосисок
- мюнхенские сосиски, также известны как «белая колбаса»
- швейцарский вариант

Среди прочих разновидностей сосисок: диетические (из мяса птицы), соевые, сосиски-гриль (для жарки на гриле), молочные (в их состав входит обезжиренное сухое молоко и они содержат не более 28 % жира), сливочные (с добавлением сухих сливок), охотничьи (тонкие сильнокопчёные), телячьи (говядина, сливки), докторские (рецептура докторской колбасы), любительские, с сыром, баварские, ветчинные, сардельки.
Сосиски производятся как в натуральной оболочке из кишок животных или желатина, так и в полиамидной. Оболочка из натуральных продуктов пригодна для употребления в пищу; пластиковая перед разогревом или жаркой снимается. Срок хранения сосисок, как и любых мясных продуктов, ограничен.

## Применение сосисок в кулинарии
Сосиски получили широкое распространение в кулинарии. В зависимости от сорта сосиски можно варить, жарить, тушить, есть сырыми, добавлять в нарезанном виде в другие блюда (например в пиццу), использовать в барбекю, фаршировать, перекручивать в фарш. Среди других распространенных блюд, изготавливаемых с применением сосисок — сосиска в тесте, хот-дог, хот-дог в лаваше, блин-дог, корн-дог.

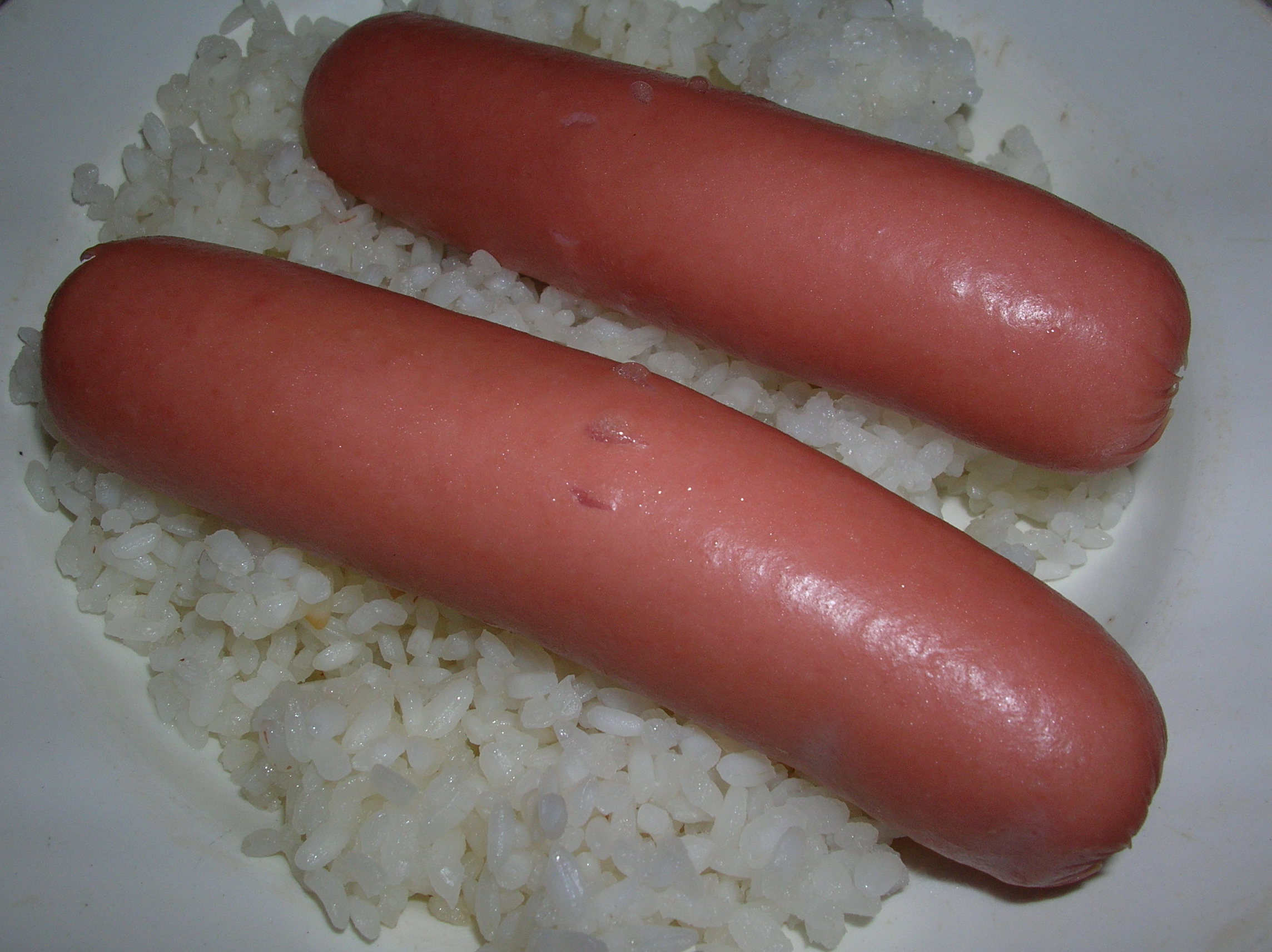
Варёные сосиски с рисом
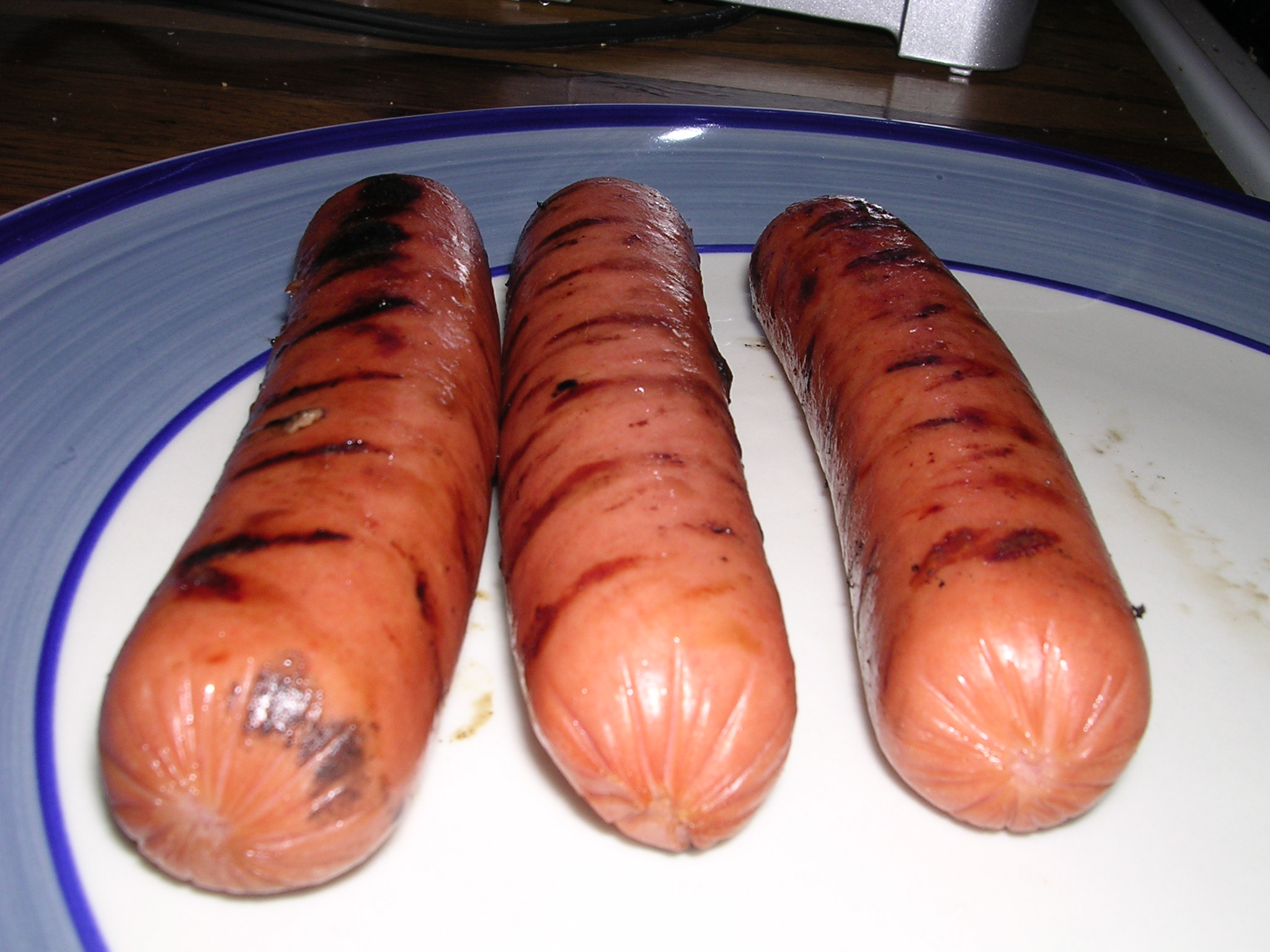
Сосиски после жарки на гриле
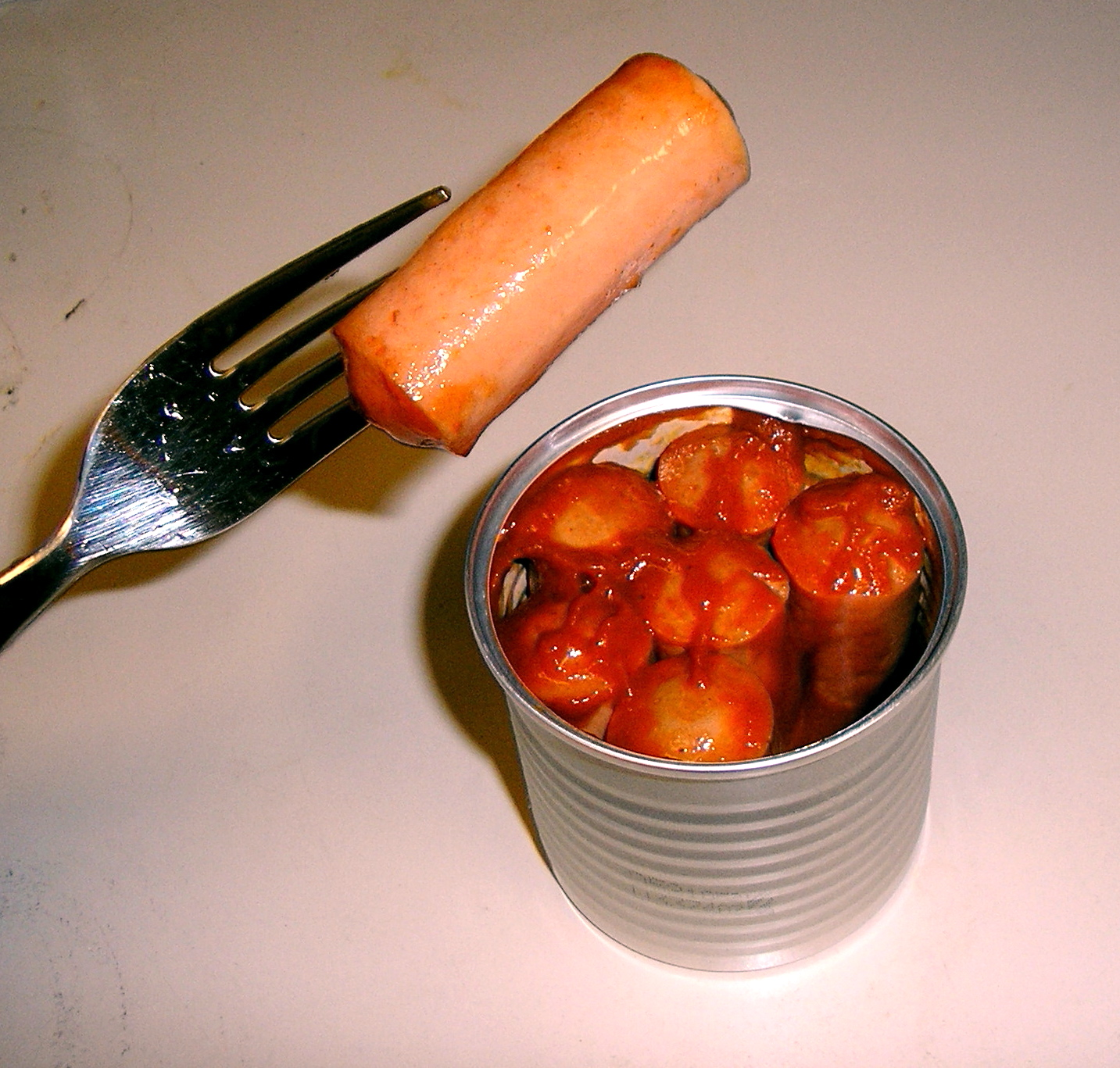
Консервированные с томатной пастой готовые к употреблению сосиски
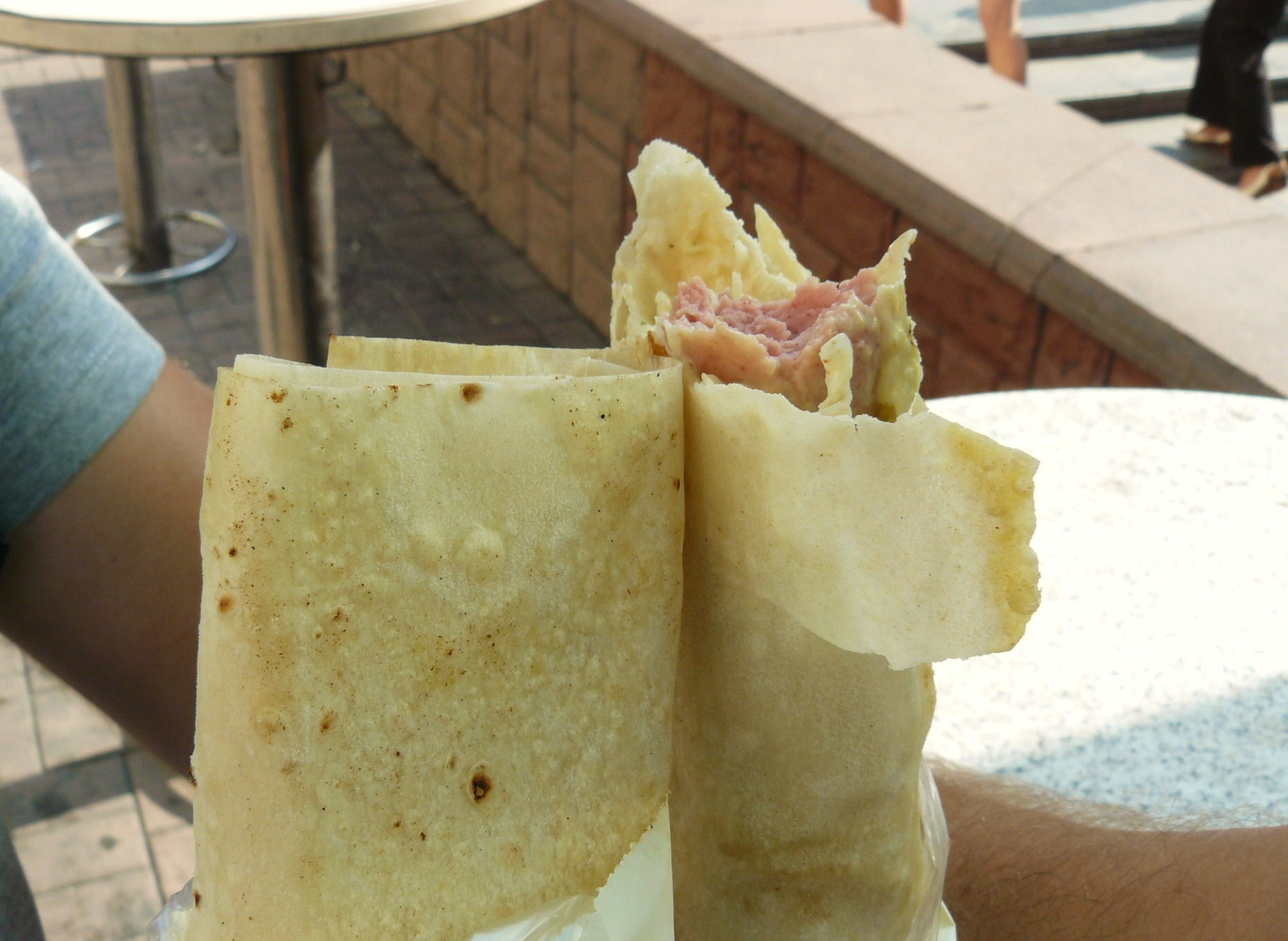
Блин-дог